# Qapqal
Qapqal (chiń. 察布查尔锡伯自治县; pinyin Chábùchá’ěr Xíbó Zìzhìxiàn; kaz. چاپچال شىبە ئاپتونوم يېزىسى, ujg. ‏شاپشال سىبە اۆتونوميالى اۋدانى‎, Chapchal Shibe Aptonom Nahiyisi; xibe: ᠴᠠᠪᠴᠠᠯ
ᠰᡞᠪᡝ
ᠪᡝᠶᡝ
ᡩᠠᠰᠠᡢᡤᠠ
ᠰᡞᠶᠠᠨ, Chabchal Sibe Beye Dasangga Siyan) – sibiński powiat autonomiczny w zachodnich Chinach, w regionie autonomicznym Sinciang, w prefekturze autonomicznej Ili. W 2000 roku liczył 161 834 mieszkańców.